# آلادیم
ژرالدو تیشیرا با نام مستعار آلادیم (انگلیسی: Aladim; ۵ مهٔ ۱۹۳۷ – -) بازیکن فوتبال اهل برزیل بود.
از باشگاه‌هایی که در آن بازی کرده‌است می‌توان به باشگاه ورزشی بانگو اشاره کرد.